# ミレート
ミレート（イタリア語: Mileto）は、イタリア共和国カラブリア州ヴィボ・ヴァレンツィア県にある、人口約6,700人の基礎自治体（コムーネ）。

## 地理

### 位置・広がり

#### 隣接コムーネ
隣接するコムーネは以下の通り。括弧内のRCはレッジョ・カラブリア県所属を示す。
- カンディードニ (RC)
- ディナーミ
- フィランダーリ
- フランチカ
- ジェロカルネ
- ヨナーディ
- サン・カロージェロ
- サン・コスタンティーノ・カーラブロ
- セッラータ (RC)

## 行政

### 分離集落
ミレートには、以下の分離集落（フラツィオーネ）がある。
- Calabrò, Comparni, Paravati, San Giovanni